# Dật Thánh
Dật Thánh (mất 154, trị vì 134–154) là người trị vì thứ 7 của Tân La, một trong Tam Quốc Triều Tiên. Ông thường được gọi là Dật Thánh ni sư kim, ni sư kim (isageum) là một tước hiệu lãnh đạo vào thời kỳ đầu Tân La. Là một hậu duệ của người sáng lập nên Vương quốc là Hách Cư Thế, ông mang họ Phác (Bak).
Các ghi chép bất đồng về việc ông là con trai cả của Nho Lý, hay có quan hệ xa hơn. Các học giả hiện đại tin rằng ông có vẻ là cháu trai của Nho Lý. Ông kết hôn với một công chúa của gia tộc Phác.
Ông đã hình thành nên một chính quyền theo chế độ quan lại và cho xây một tòa hành chính trung ương. Ông đã lệnh cho canh tác những vùng đất nông nghiệp mới. Ông chủ yếu được lịch sử nhớ đến với chiếu dụ số 144 của mình, theo đó cấm dân chúng sử dụng châu báu và các loại hàng hóa xa xỉ khác.
Dưới thời trị vì của ông, Tân La đã phải hứng chịu nhiều vụ xâm lược của các bộ tộc Mạt Hạt ở phía bắc. Năm 146, ông đã đàn áp một cuộc nổi loạn của một nước chư hầu tại Gyeongsan, Gyeongsang Bắc ngày nay. Lăng mộ của ông nằm ở Tap-dong, gần trung tâm Gyeongju ngày nay.

## Gia đình
- Phụ hoàng: Nho Lý ni sư kim
- Mẫu hậu: Thứ phi họ Ân (Eun)
- Vương hậu: A Lễ (Alye) phu nhân họ Phác (Bak)
- Nhi tử: A Đạt La ni sư kim